# Андреас Густавсон
Андреас Густавсон (швед. Andreas Gustavsson; 25 березня 1980) — шведський боксер важкої ваги, призер чемпіонату Європи серед аматорів.

## Аматорська кар'єра
На чемпіонаті Європи 2000 Андреас Густавсон завоював бронзову медаль.
- В 1/8 фіналу переміг Кевіна Еванса (Уельс) — 6-3
- У чвертьфіналі переміг Есміра Кукича (Боснія та Герцоговина) — 13-10
- У півфіналі програв Султану Ібрагімову (Росія) — 3-10

На чемпіонаті світу 2001 в першому бою переміг Петера Яцюру (Словаччина), а у другому програв В'ячеславу Узелкову (Україна) — 26-30.
На кваліфікаційному до Олімпійських ігор 2004 чемпіонаті Європи 2004 поступився у першому бою Віктору Зуєву (Білорусь) — 29-46.

## Професіональна кар'єра
Впродовж 2009—2010 років провів шість переможних боїв на профірингу.